# سرآشپز ارشد کاخ سفید

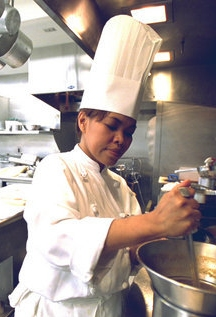
کریستتا کامرفورد، سرآشپز ارشد کاخ سفید از سال ۲۰۰۵

سرآشپز ارشد کاخ سفید (انگلیسی: White House Executive Chef) فردی است که که مسئولیت مدیریت آشپزخانه‌ها، و برنامه‌ریزی و آماده‌سازی تمام صورت‌غذاها و وعده‌های غذاییِ رئیس‌جمهور ایالات متحده آمریکا و خانواده اول، که شامل وعده‌های غذایی خصوصی آن‌ها، مهمانی‌های شخصی‌شان و مراسم‌های رسمی دولتی در کاخ سفید واقع در واشینگتن، دی.سی.، ایالات متحده آمریکا می‌شود، را بر عهده دارد.